# Бранч (округ)
Шаблон:StateAbbr_ 41°55′ пн. ш. 85°03′ зх. д. / 41.92° пн. ш. 85.05° зх. д.
Округ  Бранч (англ. Branch County) — округ (графство) у штаті Мічиган, США. Ідентифікатор округу 26023.

## Історія
Округ утворений 1829 року.

## Демографія
За даними перепису 
2000 року 
загальне населення округу становило 45787 осіб, зокрема міського населення було 14293, а сільського — 31494.
Серед мешканців округу чоловіків було 23173, а жінок — 22614. В окрузі було 16349 домогосподарств, 11570 родин, які мешкали в 19822 будинках.
Середній розмір родини становив 3,08.
Віковий розподіл населення поданий у таблиці:
| Стать    | До 15 років | 15-21 | 22-29 | 30-39 | 40-49 | 50-65 | 65-85 | Понад 85 |
| -------- | ----------- | ----- | ----- | ----- | ----- | ----- | ----- | -------- |
| Чоловіки | 4960        | 2361  | 2353  | 3533  | 3727  | 3668  | 2358  | 213      |
| Жінки    | 4641        | 2041  | 2123  | 3389  | 3429  | 3560  | 2952  | 479      |

## Суміжні округи
- Калгун — північ
- Гіллсдейл — схід
- Стойбен, Індіана — південь
- Лаграндж, Індіана — південний захід
- Сент-Джозеф — захід
- Каламазу — північний захід

## Виноски
1. ↑  US Decennial Census. US Census Bureau. Архів оригіналу за 2 березня 2013. Процитовано 19 вересня 2014.
2. ↑  Historical Census Browser. University of Virginia Library. Архів оригіналу за 11 серпня 2012. Процитовано 19 вересня 2014.
3. ↑  Population of Counties by Decennial Census: 1900 to 1990. US Census Bureau. Архів оригіналу за 15 лютого 2015. Процитовано 19 вересня 2014.
4. ↑  Census 2000 PHC-T-4. Ranking Tables for Counties: 1990 and 2000 (PDF). US Census Bureau. Архів оригіналу (PDF) за 18 грудня 2014. Процитовано 19 вересня 2014.
5. ↑  State & County QuickFacts. US Census Bureau. Архів оригіналу за 28 січня 2016. Процитовано 26 серпня 2013. [Архівовано 2011-06-06 у Wayback Machine.](англ.) Наведено за англійською вікіпедією.
6. ↑  American FactFinder. Бюро перепису населення США. Архів оригіналу за 26 лютого 2012. Процитовано 31 січня 2008. [Архівовано 2008-05-21 у Wayback Machine.]

| США | Це незавершена стаття з географії США. Ви можете допомогти проєкту, виправивши або дописавши її. |